# 富山の遊び場!TV
富山の遊び場!TV（とやまのあそびば ティービー）は、富山県を中心に活動しているYouTubeのチャンネル。

## 概要
2012年にサクラが就職のために富山県へ移住した後、同年にWebメディア「富山の遊び場!」を立ち上げる。2013年に金子奈央がライターとして加入した後、金子が富山の遊び場!の代表に就任。
2019年、サクラが会社員を辞めて独立するタイミングでWebコンサルタントの樋口幸男にYoutubeを始めたいと相談、同時期にYoutubeをやりたいと樋口に相談していたさだありさをサクラに紹介し、Youtubeチャンネル「富山の遊び場!TV」がスタート。
チャンネル創設初期はWebメディア時代のコンセプトに沿って富山県内の情報を発信する動画が多かったが、次第に出演者の愛車で国道や酷道を走る道路企画や、駅探訪や鉄道を乗り通す鉄道企画、全国各地に点在するバブル遺産探訪などの企画が増えると共に、富山県外での企画も多くなり、チャンネルとしての目標も全国進出を掲げている。
金子・さだの2人や金子・さだ・津田の3人でローカルタレント集団として、主に富山県内のテレビ・ラジオ番組やCM、県内各地のイベントにも数多く出演している。
2023年8月29日の生配信中にチャンネル登録者数10万人を達成した。
ファンの総称は「びーばー」。

## メンバー
- サクラ（サクラ、1988年2月2日（37歳）- ）
  - 大阪府高槻市出身。本名非公表。身長178cm。既婚。
  - 同志社大学大学院理工学研究科・理工学部卒業後、2012年に富山県内の大手企業に就職のために富山県黒部市に移住[6]。
  - サクラにとって就職するまで縁の無かった富山県で、富山県内を楽しむための情報が不足していた事から、富山の情報Webメディアを自ら立ち上げた事が富山の遊び場!の原点となっている[1]。
  - 富山の遊び場!では編集長の肩書きで[7]、ライターネームはアルファベット表記で「SAKURA」となっている[8]。
  - 富山の遊び場!TVでは裏方に徹したいという意思があるため[9]、動画関連以外での活動には基本的には参加しないとしている。その他、メンバー同士での懇親会などにも顔を出さない主義のため、サクラと親睦を深めるまでが大変だったとさだありさが動画内で語っている[10]。この事について金子は、移動中など撮影していない時間帯に集中的に会話をするので会う頻度は低くても自分の場合は特に問題は無いと別の動画で分析している[11]。
  - ファンから声を掛けられた際の対応が塩対応である事が富山の遊び場!TVで度々明かされていたが[12]、2024年10月に公開された動画内でさだありさからハッキリと指摘されてからは[13]、サクラの塩対応キャラが生配信などでファンの間でも微笑ましく周知されるようになった。
  - アンガーマネジメントを心掛けていて怒る事は基本的に無い[14]。さだありさもそういう意味において「（サクラは）どの仕事先の男性よりも（接していて）楽かもしれない」と語っている[15]。これに関しては金子も同様で、富山の遊び場!TVは大人な集団なので感情で怒るメンバーはいないと話している[16]。これに付随して、メンバーは各々個として独立しており、富山の遊び場!TVに依存していないためにメンバー間で揉める事が無いとサクラと金子は話している[17]。
  - サクラの友人であり、後に準レギュラーにもなる荒木まどかが経営している富山駅そばにあるゲストハウス「いるかホステル」で富山の遊び場!TVの多くの動画を撮影しており、サクラはいるかホステルを富山の遊び場!TVの聖地巡礼の一つとしてファンに活用してほしいと呼びかけている[18]。
  - 遠征移動の撮影外での長距離運転はサクラも運転をしていると金子が動画内で明かしている[19]。
  - 富山の遊び場!TVの企画・進行・撮影・編集、HP制作・映像制作などは基本的にサクラが全て行っている[20]。

- 金子 奈央（かねこ なお、1985年4月11日（40歳）- ）
  - 静岡県静岡市出身。身長153cm。既婚。夫と静岡で知り合い、2011年に夫のUターンに伴って夫の実家がある富山県氷見市に移住[1]。
  - 2013年に愛読していた「富山の遊び場!」のブログにライター募集があり応募。まずはブログの企画に出演し[21]、好評だった事から正式にライターとして加入。富山の遊び場!でのライターネームは「SANSON」[22]。
  - 三世帯同居で三人の子供を育てながら富山の遊び場!の代表を務めている[20]。渉外や営業活動はサクラが苦手にしているため金子が一手に引き受けている。当初からサクラと金子のふたりを知っている荒木まどかは「（金子は）サクラに無い部分を完璧に補っている人」とも語っている[23]。
  - 前職は介護福祉士[1]。
  - 移住・子育て・起業という特殊な経験を活かして様々な分野で講演会に呼ばれる傍ら、イベントMCや舞台、CM出演など、ローカルタレントとしても活動している[20][24]。また、メンバーのさだありさのマネージャーとしての活動[25]や富山県庁の職員が公式で制作・出演しているYoutubeチャンネル「DIVE!富山」のメディアアドバイザー[26]、メンバーの樋口幸男が代表を務める一般社団法人ばいにゃこ村の理事も務める[27]など、裏方としても多岐にわたった活動をしている。
  - 金子の発案で2024年に富山の遊び場!TVで「You made my day」という楽曲をリリースしたが、サクラからは「（サクラが）人前で唄う事が無いなら曲を出してもいいよ」という条件を出されていたため[25]、ライブやイベントで披露する場合は女性メンバーで披露する事が多い。
  - 愛車はマツダ・CX-8。富山の遊び場TV!を始めてから氷見市と富山市の往復や県外遠征撮影での長距離移動が急増した事で走行距離も急増したため、CX-8の後継車とされているマツダ・CX-80への乗り換えを検討している[28]。
  - 富山の遊び場!TVでは主にバブル遺産や道路（国道）企画などで出演。

- さだ ありさ（さだ ありさ、1991年8月2日（33歳）- ）
  - 富山県富山市出身。身長165cm。既婚。富山県内でローカルタレントとして幅広く活動[29]。富山県内のテレビ・ラジオCM・イベントなど多数出演。
  - ハーフと間違えられる事が多いが、両親が徳之島出身の日本人であると富山の遊び場!TVで語られている[30]。
  - 当初はテレビ出演を増やす目的で富山の遊び場!TVに出演していたにもかかわらず、一部のテレビ関係者からYoutubeの出演に対して強く否定されるなど本末転倒な展開になってしまったため、動画出演へのモチベーションが保てなくなり半年ほど悩んでいたが、サクラや樋口にその事を相談したところ、否定をされるどころか「緩さ」を肯定された事で精神的に復活できたと、さだは後の動画で語っている[31]。その後、コロナ禍でYoutubeがメディアとして市民権を得た事と、富山の遊び場!TVの成長も相まって、コロナ禍が明けた直後からこれまでさだと関係性の無かった富山県内のテレビ局から仕事が多く舞い込むようになり、その現象について「Youtubeのおかげだと思っている」と、さだは富山の遊び場!TVで度々語っている[2]。
  - 自宅を新築した事をきっかけにゴールデンレトリバーを飼い始め、富山の遊び場!TVでも度々登場させている[32]。愛犬と外出する事が多く、愛犬の成長でそれまで所有していたトヨタ・アクアが手狭になったため、愛犬のサイズに合わせたシトロエン・ベルランゴに買い替えた事を富山の遊び場!TVで報告している[33]。
  - さだは元々運転する事が得意で無く、道路企画の初期は撮影が後半に差し掛かると睡魔との闘いに必死となり、動画の後半になるとサクラが一人で延々と喋っているという状態だったが、道路企画を続けていく内に運転する体力がついて眠くなる事も無くなったと、さだが後に動画内で振り返っている[34]。
  - 富山の遊び場!TVでは主に道路（酷道、国道）企画などで出演。

- 津田 奈由子（つだ なゆこ、1989年6月26日（36歳）- ）
  - 富山県射水市出身。身長154cm。既婚。成城大学文芸学部卒業後、就職のため富山県へUターン[35]。
  - 富山県の歯科医院で医療コンサルタントとして働く傍ら、2013年に富山県内で開催された「全国豊かな海づくり大会」のPR活動を担う「とやま豊かな海づくり大使」に就任。2015年に黒部市宇奈月温泉を若い女性視点で魅力を発掘する「宇奈月温泉女子化プロジェクト」の代表に就任し、宇奈月温泉スキー場でのカフェ運営やポスター、CMの企画立案・出演を行った。津田の「ウナジョ」の愛称もここに由来している[36]。その後は高岡万葉大使やいみずPR大使、交通安全めいすい大使などの富山県内の観光大使を歴任し[36]、2023年に公益社団法人とやま観光推進機構から観光事業振興功労者として表彰されている[37]。三重県菰野町から依頼され、2025年7月から地域活性化起業人としての活動を始める[38][39]。
  - 2019年に樋口幸男から富山の遊び場!TVへの出演オファーがあり、さだありさの代理として当初は出演[40]。その後、ゲストとして数回出演後にレギュラーメンバーとなる。
  - TikTokでのライブ配信を積極的に行い、2023年6月25日にはライバー日間ランキングで1位を獲得[41]。その特典として、新宿アルタビジョンにて津田のプロモーションビデオが流された[42]。
  - 2022年に夫の転勤に伴って愛知県名古屋市へ転居し、富山と名古屋の二拠点生活を開始[43]。2024年3月に長女を出産[44]。
  - 長女を出産した直後は精神的に全てがリセットされ、仕事でのテンポ間などがわからなくなってしまい、それを取り戻すまでに時間が掛かってしまったとラジオの遊び場!で語っており[45]、完全復帰となる2025年からは月1～2回ペースでの富山の遊び場TV!出演を目指すと2024年年末の富山の遊び場!TV生配信にて抱負として語っている[46]。
  - 富山の遊び場!TVでは主にサウナ・温泉企画や鉄道企画で出演。富山県上市町のご当地キャラであるニホンカモシカの三太が津田の登場回で頻繁に出没する。

- 樋口 幸男（ひぐち ゆきお、1979年4月2日（46歳） - ）
  - 山梨県韮崎市出身。身長168cm。既婚。
  - 埼玉県内の大学を卒業後、東京のベンチャー企業で勤務。28歳の時に過去に別れた恋人を追いかけて富山県へ移住。その恋人は樋口の現在の妻[47]。
  - 2018年に富山県滑川市に家を建てた事をきっかけに、滑川市でWebコンサルタントなどを手掛ける会社を起業し、個人事業主として働きながら、一般社団法人ばいにゃこ村を運営。海岸清掃や高齢者へのデジタルツール教室、置き薬で有名な越中富山の売薬さんをモチーフにした猫の妖怪のご当地キャラ「ばいにゃこさん」として富山県内各地のイベントに数多く出演[47]。
  - Webコンサルタントを務めていた事から、富山の遊び場!TVへの出演者の仲介をすると共に、ばいにゃこさんとして第一回目から動画に出演。その後はばいにゃこさんではなく、樋口が出演する機会が多くなっている。2023年から樋口がメリカの管理人に就任した事や、能登半島の災害復興ボランティア活動などで多忙となり、生配信以外での動画出演は減少している。
  - 樋口およびばいにゃこ村の滑川市の地位向上への尽力が認められ、滑川市に2023年に新設される中滑川複合施設「メリカ」の指定管理者として一般社団法人ばいにゃこ村が選定された[48]。それに伴い、メリカの開設後は富山の遊び場!TVへのファンレターやプレゼントの宛先はメリカの管理人室となった[4]。その他、富山の遊び場!TVのイベント[49]や不定期でメリカから生配信も行うなど、富山の遊び場!TVの活動拠点の一つにもなっている。
  - ばいにゃこ村がメリカの指定管理者となってから様々なイベントを企画・実施した事や富山の遊び場!TVのファンが数多く来場した事もあり、メリカの初年度の来場者目標数が1万人だったのに対し、その目標を大幅に上回る24万人の年間来場者数を達成した他[50]、開設初年度に令和6年能登半島地震が発生し、大津波警報が発令された際にNHKの生中継で滑川市の海岸が映し出され続けた事もあり[51]、約500人の市民がメリカへ避難[52]。発災後も能登地方への復興ボランティアの拠点として活用され続けたなど[52][53]、街中における賑わいの創出と交流人口の拡大、災害時における避難施設というメリカ創設の3つの目的[54]が開設初年度に達成される事となった。

準レギュラーメンバー
- 荒田 恭兵（あらた きょうへい、1996年3月9日（29歳）- ）
  - 富山県高岡市出身。身長174.5cm。日本におけるハイダイビング競技の第一人者で[55]、ハイダイビングワールドカップ[56]や世界水泳2023福岡大会[57]にも出場している。富山の遊び場!TV出演後に人気TV番組「クレイジージャーニー」に出演し全国的な注目を集めた[58]。
  - 富山の遊び場!TVでは樋口幸男の紹介によって2021年9月19日の動画が初出演となり、主にハイダイビングやサウナ企画、生配信で不定期出演している。
- 荒木 まどか（あらき まどか、1989年??月??日  - ）
  - 富山県富山市出身[59]。既婚。
  - サクラの会社員時代の同期であり友人[60]で、富山市にあるゲストハウス「いるかホステル」のオーナー[59]。
  - 元々、いるかホステル開業までのブログを富山の遊び場!で連載していて[61]、富山の遊び場!TVにはチャンネル創成期にサクラ単独出演回のロケで、撮影スタッフ兼声のみの出演で度々参加。コロナ禍で富山の遊び場TV!がいるかホステルをスタジオとして使用した撮影を増やした事もあり、荒木が顔出しで不定期で出演もしていた。その後、2024年9月に富山の遊び場!TVでいるかホステルの特集回[62]が公開されてからは富山県内の観光企画や生配信で不定期出演している。
  - 動画への出演は本意では無かったが、コロナ禍の緊急事態宣言でいるかホステルを長期間休業せざるを得ないなど[63]、心労辛苦の日々を送っていた2020年当時の荒木にサクラが友人として精神的な支えとなってくれた事で、大切な友達であるサクラには協力しようと心に決めたと2025年に出演した動画で荒木は語っている[64]。また、サクラも荒木の困難な状況の一助になればという思いからいるかホステルで撮影を行っていると2020年9月14日の動画でサクラは語っていた[65]。
  - 2025年2月2日に再婚した事を2025年6月24日の動画内にて発表した[66]。2025年現在は夫婦でいるかホステルを切り盛りしている。

## 楽曲
| 発売日       | タイトル            | 規格                   | 楽曲提供者 |
| ------------ | ------------------- | ---------------------- | ---------- |
| 2024年4月5日 | 『You made my day』 | デジタル・ダウンロード | MisiiN     |

## メディア出演

### テレビ番組
- おすすめ！夏の行楽大事典2025 〜発見！感動！夏遊びガイド〜[67]（チューリップテレビほか、2025年7月23日）- 金子・さだ・津田の3人が富山の遊び場!TVとしてメインで出演した特別番組。

### ラジオ番組
- ラジオの遊び場！[68]（富山シティエフエム、2024年1月 - ）- レギュラー番組。主に金子とさだの2人での出演。

### テレビCM
- い･ろ･は･す 「みんなでつくるい･ろ･は･すの歌」富山県編[69]（2023年）- 金子・さだ・津田の3人で出演。
- ジョージア「AIソングメーカー」富山県編（2024年）- 金子・さだ・サクラの3人で出演。
- アルビス×コカ・コーラ「春のジョージアフェア」（2025年）- 金子・さだ・津田の3人で出演。
- 神成「かんなりって知ってる？篇」[70]（2025年）- さだがメインで出演し、金子がエキストラ出演。

## その他
- 2023年10月7日～10月9日にラーメンYoutuberのSUSURU TV.が初のラーメンフェスを富山県で開催するにあたり、富山の遊び場!TVが全面協力を行い、想定来場者数の3倍を超える大盛況のイベントとなった[71]。その活躍もあり、全国各地で行われているSUSURU TV.のラーメンフェスに定期的に出演している。

- 2025年3月2日、富山の遊び場!TVの活動拠点の一つである中滑川複合施設メリカにて、名古屋大学情報学部の学生であった島田嘉乃による卒業論文発表会が行われた[72]。テーマが「地域社会における地域メディアの機能・役割 地域メディア「富山の遊び場！」を事例として」だった事と[72]、島田嘉乃が翌月の2025年4月に富山テレビに入社し、アナウンサーとして活動を始める事から[73]、島田への応援も兼ねて、富山の遊び場!代表である金子の提案で卒業論文の公開発表会という形式にしたとラジオの遊び場！で金子が語っている[74]。